# فردینان گیوم
فردینان گیوم (فرانسوی: Ferdinand Guillaume‎؛ ۱۹ مه ۱۸۸۷ – ۳ دسامبر ۱۹۷۷) یک هنرپیشه و کارگردان فیلم فرانسوی‌الاصل اهل ایتالیا بود.
از فیلم‌ها یا برنامه‌های تلویزیونی که وی در آن نقش داشته‌است می‌توان به هشت‌ونیم، شب‌های کابیریا، زندگی شیرین، بوکاچو ۷۰، ارواح مردگان، آکاتونه، کارمن، تخت زفاف، و تهران اشاره کرد.